# ليفياز

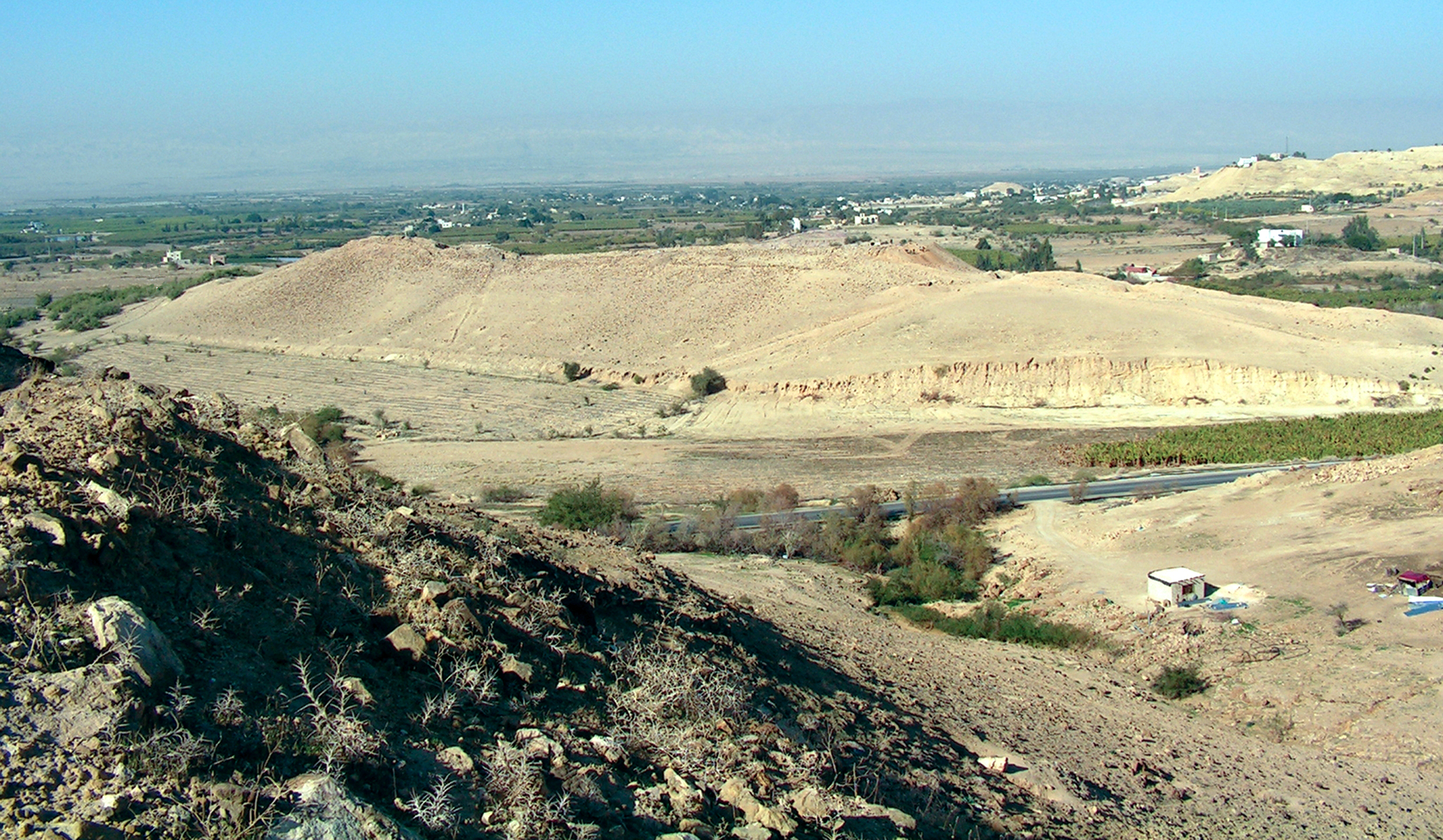
موقع تل الحمام

ليفياس أو ليفياز (بالإنجليزية: Livias) كانت مدينة قديمة في شرق الأردن في العصور القديمة الكلاسيكية. في كتابات يوسيفوس فلافيوس (الترجمة الإنجليزية)، تم تقديم الاسم على أنه جولياس.
وقد قدم العديد من المؤلفين سلسلة من الأدلة التي تربط بيت هارام من سفر يشوع ( Josh. 13:27 )، والتي تعتبر نفس بيت هارون من الأعداد ( Num. 32:36 )، مع بيت راماتا التلمودي ( (بالعبرية: בית רמתה‏) والفترة الرومانية بيتارامثا (Βηθαραμθα)[محل شك] أو بيثارامفتا.

## الموقع
الموقع التقليدي للمدينة الرومانية هو تل الرامة، وهو تل صغير يرتفع في السهل خلف الأردن، على بعد حوالي اثني عشر ميلاً من أريحا.
عام 2011 اقترح جريفز و ستريبلينج أنه في حين كانت تل الرامة المركز التجاري والسكني لليفياس، فإن المنطقة المحيطة بتل الحمام، والتي نمت في العصر الروماني المبكر، كانت المركز الإداري للمدينة. يستند هذا الاقتراح إلى الأدلة المستمدة من حفريات تل الحمام: مجمع حمامات رومانية كبير ( حمامات حرارية، 35 × 50 متر)، والعديد من الينابيع الساخنة، وقنوات المياه، والعملات الرومانية، والزجاج الروماني، والفخار الروماني، وفسيفساء كنيسة بيزنطية قريبة.
أظهرت الأدلة الأثرية من الشونة الجنوبية وجود كنيسة في الأبرشية، يعود تاريخها إلى القرنين السادس والثامن. تم اكتشاف كنيسة بيزنطية ثالثة بين تل كفرين وتل الحمام (2.6 ق.م). كم أو 1.6 (ميل إلى الغرب من الأخير)، مع أرضية فسيفسائية كبيرة.
يصف يوسيفوس فلافيوس (37 م - حوالي 100 م) وآخرون ليفياس بأنها مدينة (πόλις بوليس ) في بيريا، ويميزونها على وجه التحديد عن بلدة صغيرة (πόλίχνη polichnē ) أو عن القرى الأربع عشرة المحيطة بها (κώμας kōmas ).
المرجع الاتجاهي هو المعلم الخامس شمال منطقة ليفياس الواقع في بيت نمرة (TMP 749034E 3532378N).
وفقًا لـ أونوماستيكون " يوسابيوس، فإن ليفياس تبعد خمسة أميال رومانية (7.5 كم) عن مدينة ليفياس. كم/ 4.7 م) جنوب تل النمرين[محل شك]
هذه الإشارات الاتجاهية، جنبًا إلى جنب مع بيان قدمه ثيودوسيوس بأن "مدينة ليفياس تقع عبر الأردن، على بعد اثني عشر ميلاً [رومانيًا] [17.75 كم / 11 متر] من أريحا" (ويلكينسون) إلى الشرق، توفر إحداثيات شرقية / غربية وشمالية جنوبية والتي عند مثلثها تضع ليفياس في تل الحمام.

## تاريخها
ذكرت مدينة بيت هارون مرتين في الكتاب المقدس ( Numbers 32:36 ؛ Joshua 13:27 ).
حوالي عام 80 قبل الميلاد، استولى الملك الحشمونائيم ألكسندر جانيوس على مدينة أطلق عليها ابنه فيما بعد اسم "ليبياس" من الأنباط ؛ it was then called Betharamphtha ( Hebrew: בית רמתה ). وفقًا ليوسيفوس، في القرن الأول الميلادي، قام هيرودس أنتيباس، حاكم الجليل وبيريا، بتحصين مدينة "بيثارامفتا" بأسوار قوية وأطلق عليها اسم جولياس نسبة إلى زوجة أغسطس، التي كان اسمها عند الولادة ليفيا دروسيلا، لكنها أصبحت معروفة باسم جوليا أوغوستا بعد التبني. أعطاها نيرون مع قراها الأربعة عشر إلى أجريبا الثاني. في الحرب اليهودية الرومانية الأولى استولى عليها الجنرال الروماني بلاسيدوس في عام 68، واستُخدمت المدينة لإعادة توطين الفارين الذين انضموا إلى صفوف الرومان. وبعد أن تم قمع الثورة، عادت المنطقة إلى أغريبا. توفي دون أن يكون له وريث، وضمت أراضيه إلى مقاطعة يهودا. في عمليات إعادة التنظيم اللاحقة للمقاطعات الرومانية، تم تضمينها في سوريا فلسطين (135)، فلسطين (286) وفلسطين بريما (425)، ولم تحصل على وضع كولونيا.
ليفياس لم تكن واحدة من مدن الديكابوليس العشر الشهيرة التي كانت تشكل إتحادًا ثقافيًا وتجاريًا في شرق الإمبراطورية الرومانية، لكنها كانت تتمتع بعلاقات تجارية واسعة مع بعض هذه المدن. تشير الأدلة التاريخية والأثرية إلى أن ليفياس استفادت من قربها الجغرافي من مدن الديكابوليس، مثل جراسا (جرش) وفيلادلفيا (عمان)، حيث شاركت في تبادل البضائع والمنتجات الزراعية. علاوة على ذلك، ساهم موقعها الإستراتيجي على طرق التجارة الرومانية في تعزيز دورها كحلقة وصل بين المناطق المجاورة، مما ساعد في إزدهارها الاقتصادي رغم عدم انضمامها رسميًا إلى اتحاد الديكابوليس.

### الأسقفية
كان ليفياس أسقفً، ومساعد لأبرشية قيصرية في فلسطين. يذكر لو كوين ثلاثة أساقفة:
- ليتويوس، الذي حضر مجمع أفسس سنة 431؛
- بانكراتيوس في مجمع خلقيدونية سنة 451م؛
- زكريا في المجمع الذي دعا إليه البطريرك ميناس القسطنطيني سنة 536م.

لم تعد ليفياس أسقفية سكنية، بل إنها مدرجة اليوم من قبل الكنيسة الكاثوليكية باعتبارها مقرًا اسميًا.